# Naiara Gómez
Naiara Gómez Rodríguez es una deportista española que compite en piragüismo en la modalidad de maratón.
Ganó dos medallas en el Campeonato Mundial de Piragüismo en Maratón, en los años 2004 y 2011, y tres medallas en el Campeonato Europeo de Piragüismo en Maratón entre los años 2005 y 2011.

## Palmarés internacional
| Campeonato Mundial | Campeonato Mundial                | Campeonato Mundial | Campeonato Mundial |
| Año                | Lugar                             | Medalla            | Competición        |
| ------------------ | --------------------------------- | ------------------ | ------------------ |
| 2004               | Bergen (Noruega)                  | Medalla de bronce  | K2                 |
| 2011               | Singapur (Singapur)               | Medalla de bronce  | K2                 |
| Campeonato Europeo |                                   |                    |                    |
| Año                | Lugar                             | Medalla            | Competición        |
| 2005               | Týn nad Vltavou (República Checa) | Medalla de plata   | K2                 |
| 2007               | Trenčín (Eslovaquia)              | Medalla de bronce  | K2                 |
| 2011               | Saint-Jean-de-Losne (Francia)     | Medalla de bronce  | K2                 |